# Sar-Asyab
Sar-Asyab est un quartier du sud-ouest de la capitale iranienne, Téhéran. C'est dans ce district que se situe l’aéroport international Mehrabad.